# 日新里 (臺中市)
日新里，位於大里區北方。

## 里名由來
因境內主要道路「日新路」而得名。

## 地理
日新里劃分為35鄰，1,659戶，總人口4,818人（台中縣大里市戶政事務所民國109年1月底戶口統計）。本里東以鐵路與東昇里相鄰，西以中興路與大明里為界，南為內新里，北為祥興里。

## 行政區劃沿革
日新里於清代時隸屬藍興堡內新莊；明治35年（1902年）時，改隸臺中廳臺中區內新庄，至大正9年（1920年）則隨行政區調整，隸屬大屯郡大里庄內新大字。二次大戰結束後，國民政府接收臺灣，原先內新大字範圍被劃歸為內新村與東昇村，隸屬臺中縣大里鄉。民國59年（1970年），為因應眾多的外來人口，由內新村析置日新村。民國82年（1993年）大里鄉升格為縣轄市大里區，隨之改制為日新里。

## 旅遊
- 臺中菸廠（一般稱大里菸廠）
- 鐵路街

### 書籍
- 《臺灣地名辭書》卷十二《臺中縣》第二冊，第18-19頁

### 外部連結
- 臺中市大里區公所 沿革